# Parafyli

Gruppen Reptilia (kräldjur), markerad med blått, är parafyletisk eftersom den inte innehåller Aves (fåglar), som är närmare släkt med krokodilerna än de andra kräldjuren är.

Parafyli (grekiska: pará, vid sidan av + phylos, stam) är ett taxonomiskt klassifikationsbegrepp som används inom biologin och har sitt ursprung i kladistiken. En grupp organismer ingår i en parafyletisk grupp när alla representanter härstammar från samma anfader men inte alla av denna anfaders avkommor är inkluderade. Exempelvis är gruppen dinosaurier parafyletisk om fåglarna inte räknas in.
En parafyletisk grupp kallas ibland en evolutionary grade eftersom de kan sägas återspegla en evolutionär nivå eller adaptiv zon. Parafyletiska grupper definieras ofta negativt, såsom avsaknaden av en viss egenskap och/eller genom att utmärkas av gemensamt nedärvda, "ursprungliga" drag (symplesiomorfier).
Användningen av parafyli har varit vida förekommande inom traditionell evolutionär systematik men har minskat påtagligt genom den kladistiska revolutionen. Numera menar många biologer att alla formella taxa bör vara monofyletiska, d.v.s. utgöra klader. Användning av parafyletiska grupper kan också otydliggöra evolutionen eftersom flera viktiga evolutionära steg skenbart verkar inträda samtidigt. Dessutom innebär användning av parafyletiska grupper att kronologin för den biologiska evolutionen synbart snedvrids.

## Exempel på parafyletiska grupper
- Prokaryoter (utesluter Eukaryoter)
- Protister (utesluter växter, svampar och djur).
- Grönalger (utesluter landväxter).[4]
- Mossor (utesluter kärlväxter)[4]
- Kärlkryptogamer (utesluter fröväxter)[4]
- Tvåhjärtbladiga växter (utesluter enhjärtbladiga blomväxter)
- Ryggradslösa djur (utesluter ryggradsdjur)
- Havsborstmaskar (utesluter Clitellata)[2]
- Benfiskar (utesluter tetrapoder)
- Kräldjur (utesluter fåglar och däggdjur (gäller traditionell tolkning))[2]
- Dinosaurier (utesluter fåglar (gäller enbart traditionell tolkning))
- Synapsider (utesluter däggdjur (gäller enbart traditionell tolkning))[2]
- Cynodonter (utesluter däggdjur (gäller enbart traditionell tolkning))
- Pongidae (utesluter människan och dess nära släktingar)
- Partåiga hovdjur (utesluter valar)